# Diecéze Livorno
Diecéze Livorno (latinsky Dioecesis Liburnensis) je římskokatolická diecéze v italské oblasti Toskánsko, která tvoří součást Církevní oblasti Toskánsko. Je sufragánní vůči arcidiecézi pisánské.

## Stručná historie
V roce 1606 se Livorno stalo městem a jeho kostel sv. Františka se stal následně sídlem kolegiátní kapituly, která byla stále v pravomoci pisánského arcibiskupa. Diecézí zřídil v Livornu papež Pius VI. roku 1806 a stala se sufragánní vůči pisánské arcidiecézi. Papež ve zřizovací bule Militantis Ecclesiae z 25. září 1806 výslovně zmiňuje odpor katedrálních kapitul v Pise, San Miniatu a Vloteře, protože tyto diecéze přišly o některé ze svých farností. Některá území nebyla livornské diecézi předána, a je tomu tak dodnes. 